# Железнодорожная катастрофа в Ворсхотене
Крушение поездов в Ворсхотене произошло 4 апреля 2023 года, когда грузовой и пассажирский поезд столкнулись со строительной техникой, препятствовавшей движению в Ворсхотене, Южная Голландия, Нидерланды. Один человек погиб и 30 получили ранения, девятнадцать из которых были госпитализированы.

## Инцидент
В 03:25 CEST (01:25 UTC) товарный поезд, принадлежащий DB Cargo и буксируемый локомотивом DBAG Class 189, столкнулся с автомобильно-железнодорожным краном, который перекрывал линию в Ворсхотене, соединяющую Leiden Centraal с Den Haag Centraal и Den Haag Hollands Spoor, расположенными на железной дороге Амстердам-Харлем-Роттердам. Локомотив, везущий грузовой поезд, был сильно поврежден, но не сошел с рельсов. Кран приземлился на пути пассажирского поезда, управляемого подразделением 9405 NS VIRM, а с ним столкнулся. Все четыре вагона пассажирского поезда сошли с рельсов. Два из четырех путей через Ворсхотен были закрыты для проведения разведочных и инженерных работ.
В самом заднем вагоне пассажирского поезда возник небольшой пожар, но его быстро потушили/ Пассажирский поезд следовал из Лейдена в Гааг, Южная Голландия. Было объявлено предупреждение «Код 50», так как предположительно более 50 человек получили ранения. Также была объявлена ситуация GRIP 3, указывающая на инцидент, который угрожает благополучию большого количества людей в одном муниципалитете. Сообщается, что машинист грузового поезда не пострадал. Машинист пассажирского поезда выжил с несколькими переломами костей. Два проводника пассажирского поезда получили ранения.
5 апреля генеральный директор ProRail Джон Воппен заявил, что грузовой поезд, скорее всего, шел по правильному пути.

## Жертвы

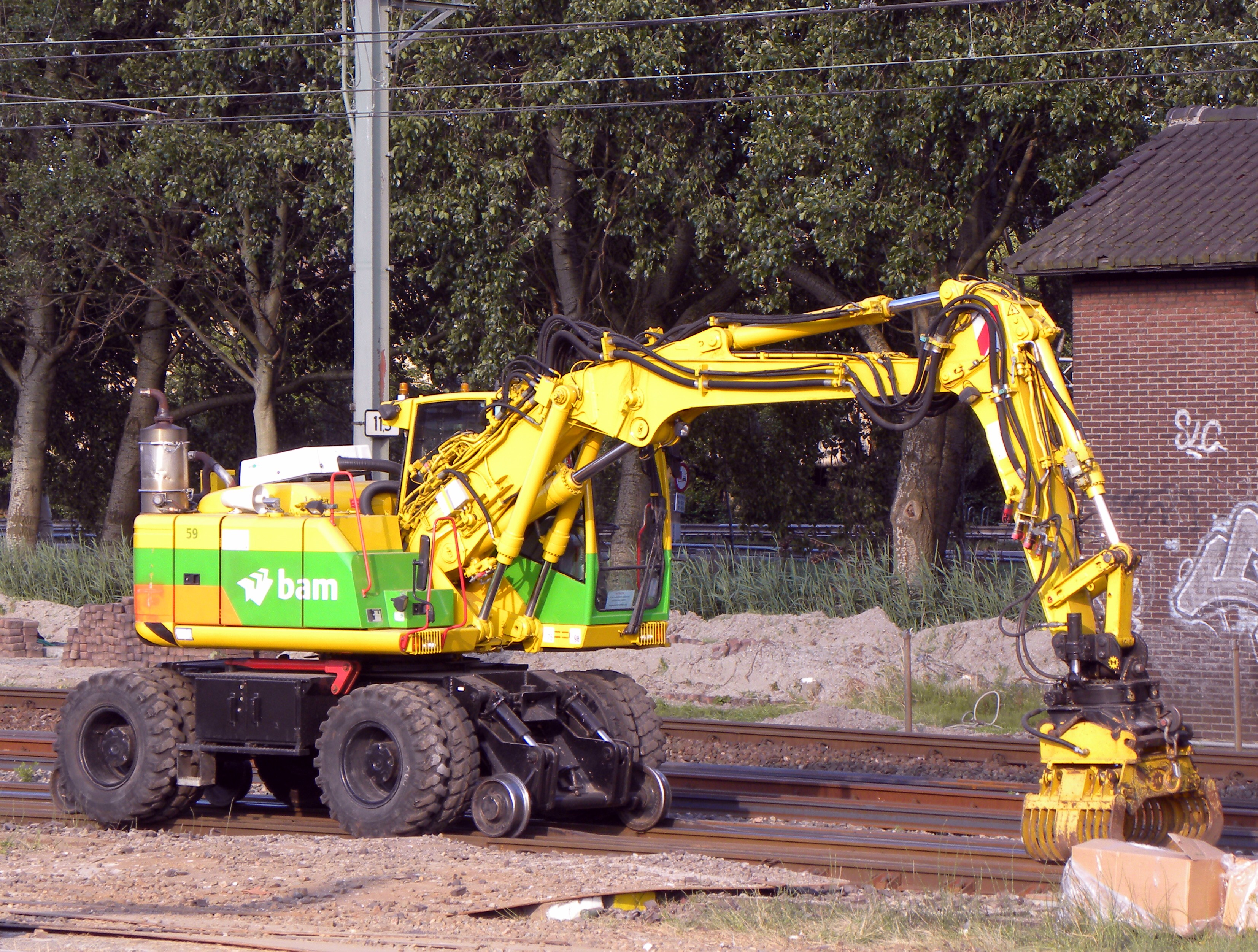
Пример автокрана, эксплуатируемого Royal BAM Group

Погиб один человек — сотрудник Royal BAM Group, компании, которой принадлежал кран. Он был оператором крана. Еще 30 человек получили ранения, 15 из которых «тяжелые». На место прибыли экстренные службы. Девятнадцать раненых госпитализированы. Десять из них были выписаны к полудню. Три человека были отправлены в реанимацию — двое в Медицинский центр Лейденского университета и один в HMC Westeinde.

## Последствия
Первоначально ожидалось, что линия будет закрыта как минимум до 16:00 4 апреля. Позже было объявлено, что в этот день линия не откроется. Станция Leiden Centraal была закрыта из-за переполненности в результате аварии. Автобусы заменили поезда между Den Haag Centraal, Den Haag Laan van NOI, Den Haag Mariahoeve, Voorschoten, De Vink, Leiden Centraal, Sassenheim, Nieuw-Vennep и Hoofddorp. Ожидается, что линия будет закрыта как минимум до 11 апреля.

## Расследование
Совет по безопасности Нидерландов (OVV) начал расследование аварии. Расследование будет сосредоточено на том, использовался ли кран на правильном пути и находились ли грузовые и пассажирские поезда на линиях, которые должны были быть закрыты или нет. Полиция Нидерландов возбудила уголовное дело по факту аварии. Инспекция по охране окружающей среды и транспорта координирует расследование с OVV, полицией, инспекцией труда, ProRail, DB Cargo, NS и Royal BAM Group.